# José Aguilera
José Luis Aguilera Mejías (Santiago, 12 de octubre de 1988) es un futbolista chileno que juega de portero.

## Trayectoria
Comenzó su carrera en las divisiones inferiores de Palestino. En 2010 es enviado al club Barnechea en donde se consolida como portero titular en el equipo, logrando al final de 2011 un inédito título del torneo de Tercera División y el ascenso del equipo por primera vez a la Primera B.
Continua su carrera en el club Unión San Felipe en Primera B los años 2013 y 2014, y en Unión La Calera de la Primera División.

## Clubes
| Club             | País  | Año       |
| ---------------- | ----- | --------- |
| Palestino        | Chile | 2008-2009 |
| AC Barnechea     | Chile | 2010-2012 |
| Unión San Felipe | Chile | 2013-2014 |
| Unión La Calera  | Chile | 2014-2016 |
| AC Barnechea     | Chile | 2016-2017 |
| Santiago Morning | Chile | 2017      |